# Río Reláchigo
Río Reláchigo är ett vattendrag i Spanien. Det ligger i den norra delen av landet, 240 km norr om huvudstaden Madrid.